# Ни макац
Ни макац (енгл. Don't Move) амерички је филмски трилер из 2024. Режију потписују Адам Шиндлер и Брајан Нето, по сценарију Ти-Џеја Симфела и Дејвида Вајта. Главне улоге тумаче Келси Асбил и Фин Витрок.
Филм је 25. октобра 2024. приказао Netflix.

## Радња
Ожалошћена жена у забаченој шуми сусретне убицу који јој убризга дрогу која је паралише. Када тело почне да јој се гаси, почиње борба за опстанак.

## Улоге
| Глумац          | Улога   |
| --------------- | ------- |
| Келси Асбил     | Ајрис   |
| Фин Витрок      | Ричард  |
| Мореј Тредвел   | Бил     |
| Данијел Франсис | Донтрел |